# Liste der denkmalgeschützten Objekte in Gerersdorf-Sulz
Die Liste der denkmalgeschützten Objekte in Gerersdorf-Sulz enthält die 31 denkmalgeschützten, unbeweglichen Objekte der burgenländischen Gemeinde Gerersdorf-Sulz.

## Denkmäler
| Foto |                 | Denkmal                                                                         | Standort                                                                | Beschreibung | Metadaten |
| ---- | --------------- | ------------------------------------------------------------------------------- | ----------------------------------------------------------------------- | --- | --- |
| ja   | Datei hochladen | Hausberganlage Taborriegel HERIS-ID: 30921 Objekt-ID: 27788                     | Bachzeile 3, südlich Standort KG: Gerersdorf bei Güssing                | Die mittelalterliche Fluchtburganlage wurde letztmals 1457 genannt. Sie bestand hauptsächlich aus einem Turm, der unten gemauert war, in den Obergeschoßen aus Holz bestand und von einer Holzpalisadenwand umgeben war. | BDA-Hist.: Q37938937 Status: Bescheid Stand der BDA-Liste: 2025-06-30 Name: Hausberganlage Taborriegel GstNr.: 2342, 2343, 2344, 2347, 2348, 2349                                             |
| ja   | Datei hochladen | Kath. Pfarrkirche hl. Martin HERIS-ID: 30912 Objekt-ID: 27779                   | Gerersdorf bei Güssing 1 Standort KG: Gerersdorf bei Güssing            | Erbaut 1810/1811. Mächtiges Schiff mit Faschengliederung und Strebepfeilern. Schmächtiger vorgebauter Westturm, viergeschoßig mit Spitzhelm. Chor flach geschlossen. Südseitig zweigeschoßiger Sakristeianbau. | BDA-Hist.: Q14544951 Status: § 2a Stand der BDA-Liste: 2025-06-30 Name: Kath. Pfarrkirche hl. Martin GstNr.: 1 Saint Martin Church (Gerersdorf bei Güssing)                                   |
| ja   | Datei hochladen | Streckhof HERIS-ID: 30908 Objekt-ID: 27775                                      | Museumsstraße 20 Standort KG: Gerersdorf bei Güssing                    | Der Streckhof mit Strohdeckung (Kittelschab) befindet sich nordseitig des Freilichtmuseums. | BDA-Hist.: Q37938824 Status: Bescheid Stand der BDA-Liste: 2025-06-30 Name: Streckhof GstNr.: 2128/1                                                                                          |
| ja   | Datei hochladen | Schüttkasten aus Tauchen HERIS-ID: 30909 Objekt-ID: 27776                       | Museumsstraße 20 Standort KG: Gerersdorf bei Güssing                    | Das strohgedeckte Speichergebäude stammt aus Tauchen und steht nordseitig des Freilichtmuseums. | BDA-Hist.: Q37938837 Status: Bescheid Stand der BDA-Liste: 2025-06-30 Name: Schüttkasten aus Tauchen GstNr.: 2128/1                                                                           |
| ja   | Datei hochladen | Blockwerkspeicher/Kreuzstadel aus Großmürbisch HERIS-ID: 30910 Objekt-ID: 27777 | Museumsstraße 20 Standort KG: Gerersdorf bei Güssing                    | Das hölzerne Speichergebäude stammt aus Großmürbisch und befindet sich nordseitig des freilichtmuseums. | BDA-Hist.: Q37938853 Status: Bescheid Stand der BDA-Liste: 2025-06-30 Name: Blockwerkspeicher/Kreuzstadel aus Großmürbisch GstNr.: 2128/1                                                     |
| ja   | Datei hochladen | Brunnenhaus HERIS-ID: 4181 Objekt-ID: 19                                        | bei Museumsstraße 20 Standort KG: Gerersdorf bei Güssing                | Das Brunnenhaus wurde ursprünglich Anfang des 19. Jahrhunderts in Gerersdorf-Riegelberg errichtet. Anmerkung: Exponat im Freilichtmuseum Ensemble Gerersdorf. | BDA-Hist.: Q37871503 Status: Bescheid Stand der BDA-Liste: 2025-06-30 Name: Brunnenhaus GstNr.: 2240/2 Brunnenhaus (Nr. 28), Freilichtmuseum Ensemble Gerersdorf                              |
| ja   | Datei hochladen | Schweinestall HERIS-ID: 4189 Objekt-ID: 27                                      | Museumsstraße 20 Standort KG: Gerersdorf bei Güssing                    | Charakteristischer eichener Ständerbau mit je 3 einander gegenüberliegenden Koben und großer ehemaliger Holzlade, um 1900 Anmerkung: Exponat im Freilichtmuseum Ensemble Gerersdorf. | BDA-Hist.: Q37932277 Status: Bescheid Stand der BDA-Liste: 2025-06-30 Name: Schweinestall GstNr.: 2128/5                                                                                      |
| ja   | Datei hochladen | Walzenbrunnen HERIS-ID: 4190 Objekt-ID: 28                                      | Museumsstraße 20 Standort KG: Gerersdorf bei Güssing                    | Der Brunnen aus Kleinmürbisch stammt aus dem 19. Jahrhundert. Anmerkung: Exponat im Freilichtmuseum Ensemble Gerersdorf. | BDA-Hist.: Q37940070 Status: Bescheid Stand der BDA-Liste: 2025-06-30 Name: Walzenbrunnen GstNr.: 2128/5                                                                                      |
| ja   | Datei hochladen | Bauernhaus, Wohnhaus HERIS-ID: 4177 Objekt-ID: 15                               | Museumsstraße 20 Standort KG: Gerersdorf bei Güssing                    | Der dreiräumige, strohgedeckte Holzblockbau mit Flechtwerkgiebel aus Kroatisch Tschantschendorf wird auf 1794 datiert. Anmerkung: Exponat im Freilichtmuseum Ensemble Gerersdorf. | BDA-Hist.: Q37845651 Status: Bescheid Stand der BDA-Liste: 2025-06-30 Name: Bauernhaus, Wohnhaus GstNr.: 2240/2 Wohnhaus (Nr. 27), Freilichtmuseum Ensemble Gerersdorf                        |
| ja   | Datei hochladen | Scheune, Kreuzstadel HERIS-ID: 4178 Objekt-ID: 16                               | Museumsstraße 20 Standort KG: Gerersdorf bei Güssing                    | Der Holzblockbau hat einen originalem hölzernem Dreschboden. 1935 wurde der ursprünglich strohgedeckte Scherendachstuhl durch das ziegelgedeckte Satteldach ersetzt. Er wurde 1864 in Urbersdorf errichtet. Anmerkung: Exponat im Freilichtmuseum Ensemble Gerersdorf. | BDA-Hist.: Q37848412 Status: Bescheid Stand der BDA-Liste: 2025-06-30 Name: Scheune, Kreuzstadel GstNr.: 2240/2 Kreuzstadel (Nr. 23), Freilichtmuseum Ensemble Gerersdorf                     |
| ja   | Datei hochladen | Längsstadel HERIS-ID: 4179 Objekt-ID: 17                                        | Museumsstraße 20 Standort KG: Gerersdorf bei Güssing                    | Der dreiräumige Holzblockbau stammt aus Mitte des 19. Jahrhunderts und wurde in Urbersdorf errichtet. Anmerkung: Exponat im Freilichtmuseum Ensemble Gerersdorf. | BDA-Hist.: Q37855250 Status: Bescheid Stand der BDA-Liste: 2025-06-30 Name: Längsstadel GstNr.: 2240/2                                                                                        |
| ja   | Datei hochladen | Tschardake HERIS-ID: 4180 Objekt-ID: 18                                         | Museumsstraße 20 Standort KG: Gerersdorf bei Güssing                    | Die Tschardake, eine gelattete Hütte zum Trocknen von Maiskolben, wurde ursprünglich in Urbersdorf Anfang des 20. Jahrhunderts errichtet. Anmerkung: Exponat im Freilichtmuseum Ensemble Gerersdorf. | BDA-Hist.: Q37864224 Status: Bescheid Stand der BDA-Liste: 2025-06-30 Name: Tschardake GstNr.: 2240/2 Tschardake (Nr. 22), Freilichtmuseum Ensemble Gerersdorf                                |
| ja   | Datei hochladen | Kitting aus Unterschützen HERIS-ID: 30902 Objekt-ID: 27766                      | Museumsstraße 20 Standort KG: Gerersdorf bei Güssing                    | Der zweigeschoßige Speicherbau mit hölzernem Spitztonnengewölbe wurde 1765 in Unterschützen errichtet. Anmerkung: Exponat im Freilichtmuseum Ensemble Gerersdorf. | BDA-Hist.: Q37938739 Status: Bescheid Stand der BDA-Liste: 2025-06-30 Name: Kitting aus Unterschützen GstNr.: 2128/3 Kitting (Nr. 11), Freilichtmuseum Ensemble Gerersdorf                    |
| ja   | Datei hochladen | Kreuzstadl aus Großmürbisch HERIS-ID: 30903 Objekt-ID: 27768                    | Museumsstraße 20 Standort KG: Gerersdorf bei Güssing                    | Der Kreuzstadel stammt ursprünglich aus Großmürbisch und ist mit 1811/1834 datiert. Es ist ein Blockwerkbau mit strohgedecktem Vollwalmdachstuhl. Anmerkung: Exponat im Freilichtmuseum Ensemble Gerersdorf. | BDA-Hist.: Q37938755 Status: Bescheid Stand der BDA-Liste: 2025-06-30 Name: Kreuzstadl aus Großmürbisch GstNr.: 2128/3 Kreuzstadel (Nr. 10), Freilichtmuseum Ensemble Gerersdorf              |
| ja   | Datei hochladen | Kellerstöckl aus Prostrum-Bergen HERIS-ID: 30904 Objekt-ID: 27769               | Museumsstraße 20 Standort KG: Gerersdorf bei Güssing                    | In dem einfachen strohgedeckten Stöckl aus Prostrum-Bergen (Baujahr 1891) sind Fässer und Weinpipetten ausgestellt. Anmerkung: Exponat im Freilichtmuseum Ensemble Gerersdorf. | BDA-Hist.: Q37938770 Status: Bescheid Stand der BDA-Liste: 2025-06-30 Name: Kellerstöckl aus Postrum-Bergen GstNr.: 2128/3 Kellerstöckl (Nr. 14), Freilichtmuseum Ensemble Gerersdorf         |
| ja   | Datei hochladen | Presshaus aus Winten-Bergen HERIS-ID: 30905 Objekt-ID: 27770                    | Museumsstraße 20 Standort KG: Gerersdorf bei Güssing                    | Die eichene Balkenpresse wurde 1822 in Winten-Bergen errichtet. Anmerkung: Exponat im Freilichtmuseum Ensemble Gerersdorf. | BDA-Hist.: Q37938784 Status: Bescheid Stand der BDA-Liste: 2025-06-30 Name: Presshaus aus Winten-Bergen GstNr.: 2128/3 Presshaus (Nr. 9), Freilichtmuseum Ensemble Gerersdorf                 |
| ja   | Datei hochladen | Kellerstöckl aus Oberbildein HERIS-ID: 30907 Objekt-ID: 27774                   | Museumsstraße 20 Standort KG: Gerersdorf bei Güssing                    | Das Kellerstöckl wurde 1871 in Oberbildein errichtet. Anmerkung: Exponat im Freilichtmuseum Ensemble Gerersdorf. | BDA-Hist.: Q37938811 Status: Bescheid Stand der BDA-Liste: 2025-06-30 Name: Kellerstöckl aus Oberbildein GstNr.: 2128/5 Kellerstöckl (Nr. 16), Freilichtmuseum Ensemble Gerersdorf            |
| ja   | Datei hochladen | Schmiede aus Welten mit Inventar HERIS-ID: 113755 Objekt-ID: 132126seit 2020    | Museumsstraße 20 Standort KG: Gerersdorf bei Güssing                    | Der einräumige, 30 m² große Ziegelbau mit hölzerner Tramdecke und integrierter Esse wurde um das Jahr 1908 erbaut. Ursprünglicher Standort war Welten Nr. 85. Der Bau war von zwei einfachen Fenstern belichtet, ursprünglich nur innenverputzt, auf rohem Lehmboden, und war bis 1985 Arbeitsstätte von drei Generationen von Wagenschmieden. Das weit vorgezogene, von Holzsäulen gestützte Satteldach schützte den Arbeitsplatz auch im Freien. Anmerkung: Exponat im Freilichtmuseum Ensemble Gerersdorf. | BDA-Hist.: Q105647182 Status: Bescheid Stand der BDA-Liste: 2025-06-30 Name: Obj 30, Schmiede aus Welten mit Inventar GstNr.: 2206 Dorfschmiede (Nr. 30), Freilichtmuseum Ensemble Gerersdorf |
| ja   | Datei hochladen | Tischlerhaus aus Kleinmürbisch HERIS-ID: 113756 Objekt-ID: 132127seit 2020      | Museumsstraße 20 Standort KG: Gerersdorf bei Güssing                    | Die Werkstätte aus Kleinmürbisch wurde erst 1932/39 im sog. „steirischen Riegelblockbau mit Schwalbenschwanz-Eckverbindungen“ errichtet. Anmerkung: Exponat im Freilichtmuseum Ensemble Gerersdorf. | BDA-Hist.: Q105647184 Status: Bescheid Stand der BDA-Liste: 2025-06-30 Name: Obj. 31, Tischlerhaus aus Kleinmürbisch GstNr.: 2204 Tischlerhaus (Nr. 31), Freilichtmuseum Ensemble Gerersdorf  |
| ja   | Datei hochladen | Bauernhaus, Wunderlhaus HERIS-ID: 4182 Objekt-ID: 20                            | Museumsstraße 20 Standort KG: Gerersdorf bei Güssing                    | Das Bauernhaus stammt aus Güssing. Die ältesten Teile stammen aus dem 18. Jahrhundert. 1910 wurde der ursprünglich strohgedeckte Dachstuhl erneuert und mit Ziegeln eingedeckt. Anmerkung: Exponat im Freilichtmuseum Ensemble Gerersdorf. | BDA-Hist.: Q37877939 Status: Bescheid Stand der BDA-Liste: 2025-06-30 Name: Bauernhaus, Wunderlhaus GstNr.: 2128/4 Wohnhaus (Nr. 3), Freilichtmuseum Ensemble Gerersdorf                      |
| ja   | Datei hochladen | Taubenschlag HERIS-ID: 4183 Objekt-ID: 21                                       | Museumsstraße 20 Standort KG: Gerersdorf bei Güssing                    | Ein Taubenschlag für 96 Tauben(familien) aus der Mitte des 19. Jahrhunderts, der ursprünglich im Hof der Wohlrab-Mühle in Wulkaprodersdorf stand. Anmerkung: Exponat im Freilichtmuseum Ensemble Gerersdorf. | BDA-Hist.: Q37885503 Status: Bescheid Stand der BDA-Liste: 2025-06-30 Name: Taubenschlag GstNr.: 2128/4 Taubenschlag (Nr. 2), Freilichtmuseum Ensemble Gerersdorf                             |
| ja   | Datei hochladen | Bienenhaus HERIS-ID: 4184 Objekt-ID: 22                                         | Museumsstraße 20 Standort KG: Gerersdorf bei Güssing                    | Das Bienenhaus aus Glasing stammt vom Ende des 19. Jahrhunderts. Es enthält Sammlung strohgeflochtener Bienenkörbe und Imkereigeräte. Anmerkung: Exponat im Freilichtmuseum Ensemble Gerersdorf. | BDA-Hist.: Q37894948 Status: Bescheid Stand der BDA-Liste: 2025-06-30 Name: Bienenhaus GstNr.: 2128/4                                                                                         |
| ja   | Datei hochladen | Presshaus HERIS-ID: 4185 Objekt-ID: 23                                          | bei Gerersdorf bei Güssing 66b, 66c Standort KG: Gerersdorf bei Güssing | Das Presshaus aus Moschendorf stammt aus Mitte des 19. Jahrhunderts. Es ist ein zweiräumiger, lehmverputzter Blockbau, der gewölbte Erdkeller hat seitliche Belüftungsschächte. Anmerkung: Exponat im Freilichtmuseum Ensemble Gerersdorf. | BDA-Hist.: Q37902227 Status: Bescheid Stand der BDA-Liste: 2025-06-30 Name: Presshaus GstNr.: 2128/3 Presshaus (Nr. 6), Freilichtmuseum Ensemble Gerersdorf                                   |
| ja   | Datei hochladen | Schweinestall HERIS-ID: 4187 Objekt-ID: 25                                      | Museumsstraße 20 Standort KG: Gerersdorf bei Güssing                    | Der Schweinestall stammt aus Langeck, er wurde 1919 errichtet und 1932 erweitert. Ein befindet sich Gänsestall zwischen älterem und jüngerem Bauteil. Anmerkung: Exponat im Freilichtmuseum Ensemble Gerersdorf. | BDA-Hist.: Q37919860 Status: Bescheid Stand der BDA-Liste: 2025-06-30 Name: Schweinestall GstNr.: 2128/3                                                                                      |
| ja   | Datei hochladen | Schweinestall HERIS-ID: 4186 Objekt-ID: 24                                      | Museumsstraße 20 Standort KG: Gerersdorf bei Güssing                    | Der Stall stammt aus Neumarkt im Tauchental, aus dem frühen 20. Jahrhundert. Im Dachraum befindet sich ein Hühnerstall. Anmerkung: Exponat im Freilichtmuseum Ensemble Gerersdorf. | BDA-Hist.: Q37911471 Status: Bescheid Stand der BDA-Liste: 2025-06-30 Name: Schweinestall GstNr.: 2128/3 Schweinestall (Nr. 7), Freilichtmuseum Ensemble Gerersdorf                           |
| ja   | Datei hochladen | Dörrofen HERIS-ID: 4188 Objekt-ID: 26                                           | Museumsstraße 20 Standort KG: Gerersdorf bei Güssing                    | Der Dörrofen stammt aus dem Anfang des 19. Jahrhunderts. Im Vorraum befindet sich eine Schnapsbrennerei aus Glasing. Anmerkung: Exponat im Freilichtmuseum Ensemble Gerersdorf. | BDA-Hist.: Q37926088 Status: Bescheid Stand der BDA-Liste: 2025-06-30 Name: Dörrofen GstNr.: 2128/3                                                                                           |
| ja   | Datei hochladen | Wohnhaus aus Tschanigraben HERIS-ID: 30906 Objekt-ID: 27773                     | Museumsstraße 18 Standort KG: Gerersdorf bei Güssing                    | Das Bauernhaus aus Tschanigraben wurde in Blockbauweise errichtet und hat ein Strohdach. Daneben steht eine von privater Hand zusammengetragene und gepflegte Gruppe von Wohn- und Wirtschaftsgebäuden. Anmerkung: Exponat im Freilichtmuseum Ensemble Gerersdorf. | BDA-Hist.: Q37938797 Status: Bescheid Stand der BDA-Liste: 2025-06-30 Name: Wohnhaus aus Tschanigraben GstNr.: 2128/5 Wohnhaus (Nr. 17), Freilichtmuseum Ensemble Gerersdorf                  |
| ja   | Datei hochladen | Wegkapelle hl. Matthäus HERIS-ID: 30915 Objekt-ID: 27782                        | Standort KG: Gerersdorf bei Güssing                                     | Die Kapelle wurde in neogotischen Formen um 1900 erbaut. | BDA-Hist.: Q37938893 Status: § 2a Stand der BDA-Liste: 2025-06-30 Name: Wegkapelle hl. Matthäus GstNr.: 69                                                                                    |
| ja   | Datei hochladen | Kath. Filialkirche hl. Anna HERIS-ID: 30911 Objekt-ID: 27778                    | Standort KG: Rehgraben                                                  | | BDA-Hist.: Q37938868 Status: § 2a Stand der BDA-Liste: 2025-06-30 Name: Kath. Filialkirche hl. Anna GstNr.: 34 Kath. Filialkirche hl. Anna (Gerersdorf-Sulz)                                  |
| ja   | Datei hochladen | Quellenhaus der Vitaquelle HERIS-ID: 30919 Objekt-ID: 27786seit 2012            | Güssinger Straße 1 Standort KG: Sulz im Burgenland                      | Das Quellenhaus für die Vitaquelle ist ein Bau aus dem Jahr 1905, der in seinen klassizistischen Formen (insbesondere der Säulenfront) wohl auf das gegenüberliegende Kastell Festetics Bezug nimmt. | BDA-Hist.: Q37938921 Status: Bescheid Stand der BDA-Liste: 2025-06-30 Name: Quellenhaus der Vitaquelle GstNr.: 204 Vitaquelle, Sulz                                                           |
| ja   | Datei hochladen | Ansitz, ehem. Kastell Festetics HERIS-ID: 30917 Objekt-ID: 27784                | Sulz im Burgenland 40 Standort KG: Sulz im Burgenland                   | Das klassizistische Herrenhaus mit monumentaler Säulenfront wurde um 1800 von den Grafen Festetics errichtet, es ist ein zweigeschoßiger Bau mit Walmdach. Im Osten befindet sich ein offener Ständerlaubengang und ein anschließender Pavillonzubau. | BDA-Hist.: Q37938906 Status: Bescheid Stand der BDA-Liste: 2025-06-30 Name: Ansitz, ehem. Kastell Festetics GstNr.: 1                                                                         |